# Корнеев, Александр Александрович
Александр Александрович Корнеев (1 июля 1937 — 1990-е) — советский хоккеист, нападающий. Также играл в футбол.

## Биография
Старший брат футболиста Алексея Корнеева.
Начинал играть в чемпионате СССР за «Спартак» Москва (1954/55 — 1959/60). Выступал за «Красное знамя» / «Рязсельмаш» / «Химик» Рязань (1969/70 — 1963/64) и «Металлург» Череповец (1964/65 — 1965/66).
В футболе играл на позиции полузащитника за клубную (1955—1960) и дублирующую (1958) команды московского «Спартака», за «Спартак» Рязань (1961, 1963).
Скончался в 1990-х годах.